# Scott Tingle
Scott David Tingle (* 19. Juli 1965 in Attleboro, Massachusetts) ist ein US-amerikanischer Astronaut.

## Astronautentätigkeit
Tingle wurde am 29. Juni 2009 in die 20. NASA-Astronautengruppe gewählt. Die Grundausbildung schloss er im Juni 2011 ab.
Tingle startete am 17. Dezember 2017 als Bordingenieur des Raumschiffes Sojus MS-07 zusammen mit Anton Schkaplerow und Norishige Kanai zur ISS. Dort arbeitete er als Bordingenieur der ISS-Expeditionen 54 und 55. Die Rückkehr zur Erde erfolgte am 3. Juni 2018.
Im Dezember 2020 wurde er als Kandidat für Mondflüge im Rahmen des Artemis-Programms ausgewählt.

## Privates
Tingle ist verheiratet und hat drei Kinder.